# 林蝶
林蝶（1999年8月2日—）為臺灣女子籃球運動員，場上位置為中鋒，現效力於台元女籃。

## 籃球生涯
林蝶就讀蘆洲國中時只有打社團性質的籃球，升學至滬江高中才剛始接受正規籃球訓練。高二到高三時，連兩年奪下高中籃球聯賽（HBL）籃板后。高中畢業後升學至世新大學，大一場均繳出11.4分與8.6籃板的成績，摘下106學年度大專籃球聯賽（UBA）新人后。2019年7月，林蝶被女子超級籃球聯賽（WSBL）台元紡織納入第十五季女子超級籃球聯賽新人選秀會的建教合作保留名單當中。
2020年3月，世新大學奪下108學年度大專籃球聯賽公開女一級冠軍，林蝶榮獲冠軍賽MVP。同年9月，林蝶隨著台元紡織參賽109學年度全國社會甲組籃球錦標賽。同年11月，林蝶決定續留世新大學一年，暫緩參賽女子超級籃球聯賽，場上位置從中鋒調整至小前鋒。2021年3月，世新大學奪下109學年度大專籃球聯賽公開女一級冠軍，林蝶蟬聯冠軍賽MVP。
2022年1月，林蝶透過保留名單代表台元紡織參賽第十七季女子超級籃球聯賽。同年5月，林蝶奪下第十七季女子超級籃球聯賽年度MVP、年度新人后、年度第一隊、得分后與籃板后五座個人獎項。

## 國家隊生涯
- 2016年亞洲U18青年女子籃球錦標賽
- 2018年威廉瓊斯盃[15]
- 2018年亞洲運動會籃球比賽三對三[16]
- 2019年夏季世界大學運動會籃球比賽[17]
- 2019年威廉瓊斯盃[18]
- 2021年女子亞洲盃籃球賽[19]

## 個人生活
弟弟林正。

## 外部連結
- 林蝶的Instagram帳戶
- 林蝶在fiba.basketball（英语）
- 林蝶在archive.fiba.com（存檔）（英语）
- 林蝶在fiba3x3.com（英语）
- 林蝶在Eurobasket.com（球員）（英语）